# Diocesi di Yongjia
La diocesi di Yongjia (in latino: Dioecesis Iomchiavensis) è una sede della Chiesa cattolica in Cina suffraganea dell'arcidiocesi di Hangzhou. La sede è vacante.

## Territorio
La diocesi comprende parte della provincia cinese dello Zhejiang.
Sede vescovile è la città di Wenzhou (conosciuta in passato anche come Yongjia o Yung-chia), dove si trova la cattedrale di San Paolo.

## Storia
La diocesi fu eretta il 3 marzo 1949 con la bolla Ecclesiasticas in catholico di papa Pio XII, ricavandone il territorio dalla diocesi di Ningbo.
A causa degli eventi successivi che portarono al governo i comunisti, la Santa Sede non poté mai procedere alla nomina di un vescovo e per molti anni la diocesi fu retta da un amministratore apostolico, finché nel 1992 fu nominato vescovo e consacrato in clandestinità monsignor James Lin Xili. Più volte arrestato dalla polizia, ha vissuto gli ultimi anni tra il carcere, gli arresti domiciliari e l'ospedale. È deceduto il 4 ottobre 2009. La sua morte è stata l'occasione per un riavvicinamento tra la parte "patriottica" ed "ufficiale" della diocesi, e quella "clandestina".
Nel 2011 è segnalato come vescovo diocesano monsignor Vincenzo Zhu Weifang, deceduto nel settembre 2016.
Secondo fonti giornalistiche e agenzie di stampa, la diocesi è oggi comunemente nota con il nome di diocesi di Wenzhou.

## Cronotassi dei vescovi
Si omettono i periodi di sede vacante non superiori ai 2 anni o non storicamente accertati.
- Sede vacante
  - André-Jean-François Defebvre, C.M. † (1950 - 1951 dimesso) (amministratore apostolico)
  - Paul Su Pai-lu † (15 giugno 1951 - 1980 deceduto) (amministratore apostolico)
  - Fang Zhi-gang † (27 aprile 1960 consacrato - ? deceduto)
  - James David Lin Xili † (22 febbraio 1992 consacrato - 4 ottobre 2009 deceduto)
  - Vincent Zhu Weifang † (23 dicembre 2010 - 7 settembre 2016 deceduto)
  - Pietro Shao Zhumin, succeduto il 7 settembre 2016[3]

## Statistiche
Secondo alcuni dati statistici, nel 2011 la diocesi comprenderebbe circa 110.000 fedeli, con 188 chiese e cappelle; circa 20 sacerdoti e 15 seminaristi.